# Ditrik Bonoefer
Ditrik Bonoefer ( , Breslau (danas Vroclav), Šleska, Poljska, 4. februar 1906 — 9. april 1945, Flosenburg), nemački protestantski pastor, teolog, borac protiv nacizma, te jedan od osnivača Ispovedne crkve, hrišćanskog pokreta otpora nacizmu.
Jedan je od najznačajnijih teologa prve polovine dvadesetog veka čiji je uticaj posebno jačao nakon njegove smrti. Od 1933. aktivno se uključuje u borbu protiv nacionalsocijalizma te je jedan od najznačajnijih predstavnika Ispovedajuće crkve koja se žestoko protivila sprezi Evangeličke crkve u Nemačkoj s nacistima. Učestvovao je u nastanku jednog od najznačajnijih crkvenih dokumenata 20. veka, Barmenskoj deklaraciji. Od 1939-1941 nalazi se na studijskom putovanju u SAD, ali vraća se i pridružuje se grupi koja planira atentat na Hitlera. Godine 1945. ubijen u logoru Flosenburgu od strane nacista.

## Životopis

### Mladost i obrazovanje
Rodio se u mestu Breslau, Šleska, u porodici srednje klase. Imao je sestru bliznakinju Sabinu, a njih dvoje su bili šesto i sedmo dete od ukupno osam. Jedan brat mu je poginuo u Prvom svetskom ratu, a drugi je bio poznati psihijatar u Berlinu. Iako je mislio da će krenuti očevim stopama, odlučio je da postane sveštenik. Porodica je poduprla njegovu odluku. Završio je semenište i postao doktor teologije. Doktorirao je 1927. godine radom Zajedništvo svetih (Sanctorum Communio).

### Pastoralni i teološki rad
Nije odmah postao aktivan u svom poslanju, već je otišao u inostranstvo. Sa 24 godine bio je u SAD i sakupio mnogo duhovnih pjesama u baptističkoj crkvi. Zabeležio ih je i odneo kući u Nemačku. Kratko je bio u Londonu gde je, Nemcima koji su živeli u Londonu, propovedao u dve protestantske crkve nemačkim jezikom. Kada se vratio u Nemačku počeo je da propoveda, a napisao je i nekoliko knjiga.

### Otpor nacionalsocijalizmu
Kao odlučan protivnik nacizma i Adolfa Hitlera, bio je mišljenja da crkva ne reaguje zbog čega je bio ogorčen. Zahtevao je njenu veću ulogu u kritici nacionalsocijalističkog režima. Nije podržavao antisemitsku politiku. Iz potrebe za otporu nacizmu, zajedno sa još nekoliko uglednih crkvenih zvaničnika, osnovao je Ispovedajuću crkvu (Bekennende Kirche). Pomagao je Židovima da odu iz Nemačke. Nacisti su mu zabranili da propoveda, kasnije da podučava, a na kraju i svaki javni rad. Organizovao je predavanja za pastore Ispovedajuće crkve, a povezao se i sa pripadnicima nemačke obaveštajne službe (Abwehra) koji su hteli da zbace nacistički režim. Nakon što je Julska zavera 1944. godine propala, zatvoren je i premeštan po raznim koncentracionim logorima, završivši u Flosenburgu, gde je pogubljen vešanjem u zoru 9. aprila 1945. godine, tri nedelje pre oslobođenja grada. S njim je pogubljen i njegov brat Klaus te dvojica njegovih šuraka. Heroj je nemačkog otpora nacizmu, kao i Sofija Šol. Do njega je doveo trag novca upotrebljenog za spas Židova.

## Dela
Bonoefer se u svojim delima, pismima i predavanjima zauzimao za ekumenizam, solidarnost i savremeno hrišćanstvo prilagođeno sekulariziranom svetu.
Glavna Bonoeferova dela su:
- Cena učeništva (Nasledovanje) (Nachfolge, 1937) [6]
- Zajednički život (Gemeinsames Leben, 1939) [7][8]
- Etika (Ethik, 1949)[9][10]
- Otpor i predanje (Widerstand und Ergebung, 1951) [11][12][13]

### Bibliografija
- Bethge, E.; Barnett, V.J. (1999). Dietrich Bonhoeffer: A Biography. Fortress Press. ISBN 978-1-4514-0742-6.
- Bonhoeffer, D.; Barnett, V.; Schulz, D. (2011). Theological Education Underground, 1937–1940. Dietrich Bonhoeffer Works Series. Fortress Press. ISBN 978-1-4514-0683-2.
- Marsh, Charles (2014). Strange Glory: A Life of Dietrich Bonhoeffer. New York: Knopf. ISBN 978-0-307-26981-2.
- Root, A. (2014). Bonhoeffer as Youth Worker: A Theological Vision for Discipleship and Life Together. Baker Publishing Group. ISBN 978-1-4412-2131-5.
- Schlingensiepen, Ferdinand (2010). Dietrich Bonhoeffer, 1906–1945: Martyr, Thinker, Man of Resistance. Continuum/T & T Clark. ISBN 978-0-7735-1531-4.

## Literatura
- Rasmussen, Larry L. (2005). Dietrich Bonhoeffer: Reality And Resistance. Westminster John Knox Press. стр. 130. ISBN 978-0-664-23011-1.
- Dokumentarna literatura
  - Eberhard Bethge (2000). Dietrich Bonhoeffer: Theologian, Christian, Man for His Times: A Biography. Fortress Press. Rev. ed. (Minneapolis.).
  - Diane Reynolds (2016). The Doubled Life of Dietrich Bonhoeffer. Wipf & Stock.
  - Keith Clements (2006). Bonhoeffer and Britain. Churches Together in Britain and Ireland. ISBN 978-0-85169-307-1.
  - DeJonge, Michael P. (2012). Bonhoeffer's Theological Formation: Berlin, Barth, and Protestant Theology. Oxford University Press. ISBN 978-0-19-963978-6.
  - DeJonge, Michael P. (2017). Bonhoeffer's Reception of Luther. Oxford University Press. ISBN 978-0-19-879790-6.
  - DeJonge, Michael P. (2018). Bonhoeffer on Resistance: The Word against the Wheel. Oxford University Press. ISBN 978-0-19-882417-6.
  - Peter Frick, ур. (2008). Bonhoeffer's Intellectual Formation: Theology and Philosophy in His Thought. Mohr Siebeck. ISBN 978-3-16-149535-9.
  - Stephen R. Haynes (2006). The Bonhoeffer Legacy: Post-Holocaust Perspectives. Fortress Press. ISBN 978-0-8006-3815-3.
  - Geffrey B. Kelly; F. Burton Nelsonitors), ур. (1990). "A Testament to Freedom: The Essential Writings of Dietrich Bonhoeffer". HarperSan Francisco. ISBN 978-0-06-060813-2.
  - Michael J. Martin (2012). Dietrich Bonhoeffer. Morgan Reynolds Publishing. ISBN 978-1-59935-169-8.. Champion of Freedom series. . Winner of 2013 Wilbur Award for Best Book, Youth Audiences.
  - John W. Matthews (2011). Bonhoeffer: A Brief Overview of the Life and Writings of Dietrich Bonhoeffer. Lutheran University Press.
  - Moses, John A. (2009). The Reluctant Revolutionary: Dietrich Bonhoeffer's Collision with Prusso-German History. New York/Oxford: Berghahn.
  - Nation, Mark Thiessen; Siegrist, Anthony G.; Umbel, Daniel P. (2013). Bonhoeffer the Assassin? Challenging the Myth, Recovering His Call to Peacemaking. Baker Grand Rapids. ISBN 978-0-8010-3961-4.
  - Stephen Plant (2004). Bonhoeffer. Continuum International Publishing. ISBN 978-0-8264-5089-0.
  - ——— (1987). The Shame and the Sacrifice: The life and teaching of Dietrich Bonhoeffer. Hodder & Stoughton. ISBN 978-0-340-41063-9.
  - Robertson, Edwin (1989). Bonhoeffer's Legacy: The Christian Way in a World Without Religion. Collier Books. ISBN 978-0-02-036372-9.
  - Elisabeth Sifton and Fritz Stern, (2013). No Ordinary Men., NYRB . (Bonhoeffer and von Dohnanyi)
  - Slane, Craig J. (2004). Bonhoeffer as Martyr: Social Responsibility and Modern Christian Commitment. Brazos Press. ISBN 9781587430749.
  - Williams, Reggie L. (2014). Bonhoeffer's Black Jesus: Harlem Renaissance Theology and an Ethic of Resistance. Baylor University Press. ISBN 978-1-60258-805-9.
- Fikcija
  - Denise Giardina (1999). Saints and Villains. Ballantine Books. ISBN 978-0-449-00427-2.. A Fictional Account of Bonhoeffer's life.
  - Glazener, Mary (1996). The Cup of Wrath: A Novel Based on Dietrich Bonhoeffer's Resistance to Hitler. Macon, GA: Smyth & Helwys Publishing). ISBN 978-1-57312-019-7.
  - Daniel Jándula (2009). El Reo. Tarragona: Ediciones Noufront. ISBN 978-84-937017-0-3.
  - George Mackay Brown (1973). Magnus. Hogarth Press..  A novel in which the imprisoned 10th century Orcadian saint Magnus Erlendsson is transformed into Bonhoeffer.
  - Simon Perry (2011). All Who Came Before. Wipf and Stock.. in which Bonhoeffer's ethics and actions give flesh to the historical figure, Barabbas.

### Filmovi
- „Bonhoeffer Home”. bonhoeffer.com. Архивирано из оригинала 7. 2. 2016. г.
- Bonhoeffer: Agent of Grace (2000) на веб-сајту  (језик: енглески) Eric Till, PBS, 2000
- Hanged on a Twisted Cross (1996) на веб-сајту  (језик: енглески) T.N. Mohan, 1996
- A View From The Underside – The Legacy of Dietrich Bonhoeffer – Al Staggs, 1992
- Beller, Hava Kohav (1991), The Restless Conscience, US, Архивирано из оригинала 14. 01. 2016. г., Приступљено 08. 03. 2019
- Dr. John F. Boogaert, director (1978), Bonhoeffer, A Life of Challenge, US: Panagraph
- "Come Before Winter" (2016) Produced by Dr. Gary Blount, directed by Kevin Ekvall.

### Pozorišni komadi
- „Lies, Love & Hitler 2014”. Архивирано из оригинала 16. 02. 2019. г. Приступљено 08. 03. 2019. – an Australian play written by Elizabeth Avery Scott. Premiered 2010 at The Street Theatre, Canberra, Australia (directed by P.J. Williams).
- <ref>„All About Jewish Theatre - One-man show revives intense tale of resolve”. Архивирано из оригинала 15. 12. 2013. г. Приступљено 17. 6. 2013.
- Bonhoeffer. Xulon Press. 2002. ISBN 978-1-59160-343-6. – an American play by Tim Jorgenson, available in a print edition. , premiered in 2004 at the Acacia Theatre Company, Milwaukee, Wisconsin.
- „Bonhoeffer - Seinäjoen kaupunginteatteri”. Архивирано из оригинала 1. 10. 2008. г. Приступљено 13. 9. 2008. – a Finnish monologue play written and performed by Timo Kankainen and directed by Eija-Irmeli Lahti, premiered in January 2008 at the Seinäjoki city theatre.
- Personal Honor: Suggested by the Life of Dietrich Bonhoeffer – by Nancy Axelrad and performed by the Ricks-Weil Theatre Company (directed by Thom Johnson), premiered 1 May 2009 at the H.J. Ricks Centre for the Arts in Greenfield, Indiana.
- Anderson, Douglas (1985). The Beams are Creaking. Boston. ISBN 978-0-87440-963-5. – an American play by Douglas Anderson, Baker's Plays. . Premiered at Case Western University in October 1978. Won the Marc A. Klein Playwright Award and Wichita State National Playwright Competition that same year.
- Bonhoeffer's Cost – based on the life of Dietrich Bonhoeffer. Written by Mary Ruth Clarke with Timothy Gregory, presented by Provision Theatre, Chicago, 17 September – 30 October 2011. The play focuses on Bonhoeffer's life from the time of his arrest.

### Horsko pozorište
- „David Patrick Stearns: Premiere of 'Bonhoeffer' reveals an important work”. articles.philly.com 2013. Архивирано из оригинала 04. 03. 2016. г. Приступљено 08. 03. 2019.
- Peter Janssens composed a musical play ("Musikspiel") Dietrich Bonhoeffer in 1995 on a text by Priska Beilharz.

### Stihovi o Bonoeferu
- „Friday's Child”. smu.edu. Архивирано из оригинала 04. 11. 2019. г. Приступљено 08. 03. 2019.

### Opera
- „Ann Gebuhr”. anngebuhr.com. Архивирано из оригинала 16. 1. 2016. г.

### Oratorijumi
- Bonhoeffer-Oratorium – composed from 1988 to 1992 by Tom Johnson for orchestra, soloists and choir
- Ende und Anfang – composed in 2006 by Gerhard Kaufmann for orchestra, soloists and choir and based on the writings of Bonhoeffer

### Pesme
- „Time Without Measure by The Chairman Dances”. Bandcamp.

## Spoljašnje veze
- | Presentation by Charles Marsh on Strange Glory: A Life of Dietrich Bonhoeffer, July 10, 2014, C-SPAN      |
| Discussion with Martin Marty on Dietrich Bonhoeffer's Letters and Papers from Prison June 5, 2011, C-SPAN |
- Ditrik Bonoefer na veb-sajtu  (језик: енглески)
- Lawrence, Joel. „Bonhoeffer Bibliography. Update 2009” (PDF). Архивирано из оригинала (PDF) 23. 9. 2010. г.